# سباق جائزة ليليرس الكبرى 2024
سباق جائزة ليليرس الكبرى 2024 هو سباق دراجات هوائية من فئة  سباق يوم واحد، وهو الموسم التاسع والخمسين من سباق جائزة ليليرس الكبرى ‏، وأقيم في 3 مارس 2024 ضمن سباقات طواف أوروبا للدراجات 2024.
فاز بالمركز الأول ايمانويل مورين، وفاز بالمركز الثاني Steffen De Schuyteneer ‏، وفاز بالمركز الثالث Antoine Aebi ‏.

## الفرق
| فرق قارية (14)- Arkéa–B&B Hôtels Continentale ‏ - بايك أيد 2024 ‏ - Bingoal WB Devo Team ‏ - CIC U Nantes Atlantique ‏ - Groupama–FDJ Continental Team ‏ - Lotto–Dstny Development Team ‏ - Philippe Wagner–Bazin ‏ - Soudal–Quick-Step Devo Team ‏ - إتش بي بي تي بي – أوبير 93 ‏ - Visma–Lease a Bike Development ‏ - Universe Cycling Team ‏ - فريق تطوير أونو إكس دير ‏ - Van Rysel–Roubaix ‏ - Wanty–ReUz–Technord ‏ فريق دراجات هواة- Gaverzicht-BE Okay-Van Mossel ‏ فرق أندية الدراجات (8)- Club Cycliste d'Étupes ‏ - CC Nogent-sur-Oise ‏ - Elite Fondations Cycling Team‏ - Paris Cycliste Olympique‏ - SCO Dijon ‏ - Urbano-Vulsteke Cycling Team‏ - UWTC De Volharding‏ - VC Rouen 76 ‏ |  |
| |  |

## المشاركون
| Visma–Lease a Bike Development ‏ VLD | Visma–Lease a Bike Development ‏ VLD | Visma–Lease a Bike Development ‏ VLD |
| ----------------------------------- | ----------------------------------- | ----------------------------------- |
| م                                   | عداء                                | مرتبة                               |
| 1                                   | Sjors Lugthart ‏                     | 92                                  |
| 2                                   | Colby Simmons ‏                      | لم يكمل السباق                      |
| 3                                   | Dario Igor Belletta ‏                | 26                                  |
| 4                                   | Morten Nørtoft ‏                     | 28                                  |
| 6                                   | Jesse Kramer ‏                       | 13                                  |

| Soudal–Quick-Step Devo Team ‏ SQD | Soudal–Quick-Step Devo Team ‏ SQD | Soudal–Quick-Step Devo Team ‏ SQD |
| -------------------------------- | -------------------------------- | -------------------------------- |
| م                                | عداء                             | مرتبة                            |
| 11                               | Jelle Harteel‏                    | 42                               |
| 12                               | Senne Hulsmans ‏                  | 86                               |
| 13                               | Andrea Raccagni ‏                 | 83                               |
| 14                               | Renato Favero ‏                   | 61                               |
| 15                               | Bogdan Zabelinskiy‏               | 21                               |
| 16                               | Lars Vanden Heede ‏               | 5                                |
| 17                               | Niels Driesen‏                    | 100                              |

| Groupama–FDJ Continental Team ‏ CGF | Groupama–FDJ Continental Team ‏ CGF | Groupama–FDJ Continental Team ‏ CGF |
| ---------------------------------- | ---------------------------------- | ---------------------------------- |
| م                                  | عداء                               | مرتبة                              |
| 21                                 | Ben Askey ‏                         | 116                                |
| 22                                 | Lewis Bower ‏                       | 45                                 |
| 23                                 | Ronan Augé ‏                        | 81                                 |
| 24                                 | Titouan Fontaine ‏                  | لم يكمل السباق                     |
| 25                                 | Thibaud Gruel ‏                     | 58                                 |
| 26                                 | Noah Hobbs ‏                        | 6                                  |
| 27                                 | Matt Walls ‏                        | 77                                 |

| Lotto–Dstny Development Team ‏ LDD | Lotto–Dstny Development Team ‏ LDD | Lotto–Dstny Development Team ‏ LDD |
| --------------------------------- | --------------------------------- | --------------------------------- |
| م                                 | عداء                              | مرتبة                             |
| 32                                | Axel De Lie ‏                      | 67                                |
| 33                                | Steffen De Schuyteneer ‏           | 2                                 |
| 34                                | Matys Grisel ‏                     | لم يكمل السباق                    |
| 35                                | Robin Orins ‏                      | 22                                |

| Van Rysel–Roubaix ‏ VRR | Van Rysel–Roubaix ‏ VRR | Van Rysel–Roubaix ‏ VRR |
| ---------------------- | ---------------------- | ---------------------- |
| م                      | عداء                   | مرتبة                  |
| 41                     | Kévin Avoine ‏          | 47                     |
| 42                     | Rait Ärm ‏              | 19                     |
| 43                     | Jérémy Leveau ‏         | 62                     |
| 44                     | Maxime Jarnet ‏         | 32                     |
| 45                     | ايمانويل مورين         | 1                      |
| 47                     | Célestin Guillon ‏      | 93                     |

| إتش بي بي تي بي – أوبير 93 ‏ AUB | إتش بي بي تي بي – أوبير 93 ‏ AUB | إتش بي بي تي بي – أوبير 93 ‏ AUB |
| ------------------------------- | ------------------------------- | ------------------------------- |
| م                               | عداء                            | مرتبة                           |
| 51                              | Théo Delacroix ‏                 | 4                               |
| 52                              | Lucas Beneteau ‏                 | 37                              |
| 53                              | Nicolas Breuillard ‏             | 66                              |
| 54                              | Dillon Corkery ‏                 | لم يكمل السباق                  |
| 55                              | Joris Delbove ‏                  | 63                              |
| 57                              | Morné van Niekerk ‏              | 65                              |

| فريق تطوير أونو إكس دير ‏ UXD | فريق تطوير أونو إكس دير ‏ UXD | فريق تطوير أونو إكس دير ‏ UXD |
| ---------------------------- | ---------------------------- | ---------------------------- |
| م                            | عداء                         | مرتبة                        |
| 61                           | Halvor Dolven ‏               | 79                           |
| 62                           | Martin Solhaug Hansen ‏       | 113                          |
| 63                           | Daniel Årnes ‏                | 50                           |
| 64                           | Erik Madsen ‏                 | 68                           |
| 65                           | Truls Nordhagen ‏             | لم يكمل السباق               |
| 66                           | Henrik Pedersen (cyclist) ‏   | 11                           |
| 67                           | Mads Landbo ‏                 | 96                           |

| Wanty–ReUz–Technord ‏ WRT | Wanty–ReUz–Technord ‏ WRT | Wanty–ReUz–Technord ‏ WRT |
| ------------------------ | ------------------------ | ------------------------ |
| م                        | عداء                     | مرتبة                    |
| 71                       | Alessio Delle Vedove ‏    | 27                       |
| 72                       | ERI                      | 88                       |
| 73                       | Simone Gualdi ‏           | 59                       |
| 74                       | Victor Hannes‏            | 48                       |
| 75                       | Zeno Moonen‏              | 8                        |
| 76                       | Sacha Prestianni‏         | 102                      |
| 77                       | Wouter Toussaint ‏        | 55                       |

| CIC U Nantes Atlantique ‏ UCN | CIC U Nantes Atlantique ‏ UCN | CIC U Nantes Atlantique ‏ UCN |
| ---------------------------- | ---------------------------- | ---------------------------- |
| م                            | عداء                         | مرتبة                        |
| 81                           | Pierre-Henry Basset ‏         | 60                           |
| 82                           | Enzo Boulet ‏                 | 16                           |
| 83                           | Enzo Briand ‏                 | 54                           |
| 84                           | Maël Guégan ‏                 | لم يبدأ                      |
| 85                           | Antoine Hue ‏                 | 72                           |
| 86                           | Matisse Julien ‏              | 94                           |
| 87                           | Jon Rye-Johnsen ‏             | 9                            |

| Bingoal WB Devo Team ‏ BWD | Bingoal WB Devo Team ‏ BWD | Bingoal WB Devo Team ‏ BWD |
| ------------------------- | ------------------------- | ------------------------- |
| م                         | عداء                      | مرتبة                     |
| 91                        | Sébastien van Poppel‏      | 103                       |
| 92                        | Thibaut Bernard ‏          | 117                       |
| 93                        | Milan Lanhove ‏            | 104                       |
| 94                        | Joes Oosterlinck‏          | 10                        |
| 95                        | Gaëtan Verleyen‏           | 31                        |
| 96                        | BEL                       | لم يكمل السباق            |
| 97                        | Alexander Salby ‏          | 30                        |

| Arkéa–B&B Hôtels Continentale ‏ ___ | Arkéa–B&B Hôtels Continentale ‏ ___ | Arkéa–B&B Hôtels Continentale ‏ ___ |
| ---------------------------------- | ---------------------------------- | ---------------------------------- |
| م                                  | عداء                               | مرتبة                              |
| 101                                | Hugh Harvey‏                        | 71                                 |
| 102                                | Louis Rouland ‏                     | 95                                 |
| 103                                | Nicolas Milesi ‏                    | 51                                 |
| 104                                | Giosuè Epis ‏                       | 115                                |
| 105                                | Jean-Loup Fayolle ‏                 | 80                                 |
| 106                                | Hubert Grygowski‏                   | 75                                 |
| 107                                | Léandre Lozouet ‏                   | 15                                 |

| Philippe Wagner–Bazin ‏ PWB | Philippe Wagner–Bazin ‏ PWB | Philippe Wagner–Bazin ‏ PWB |
| -------------------------- | -------------------------- | -------------------------- |
| م                          | عداء                       | مرتبة                      |
| 111                        | Theo Bonnet‏                | 108                        |
| 112                        | Tristan Scherpenbergh‏      | 98                         |
| 113                        | Enrico Dhaeye‏              | 25                         |
| 114                        | Alexandre Kess ‏            | 91                         |
| 115                        | Gwen Leclainche ‏           | 53                         |
| 116                        | Thibaut Ponsaerts‏          | لم يكمل السباق             |

| بايك أيد ‏ BAI | بايك أيد ‏ BAI   | بايك أيد ‏ BAI  |
| ------------- | --------------- | -------------- |
| م             | عداء            | مرتبة          |
| 131           | Léo Bouvier ‏    | لم يكمل السباق |
| 132           | Máté Balázs‏     | لم يكمل السباق |
| 133           | Vinzent Dorn ‏   | 39             |
| 134           | Jonas Beck‏      | 105            |
| 135           | Philip Meiser‏   | لم يكمل السباق |
| 136           | Anton Schiffer‏  | 82             |
| 137           | Antoine Berlin ‏ | 46             |

| Universe Cycling Team ‏ UNI | Universe Cycling Team ‏ UNI | Universe Cycling Team ‏ UNI |
| -------------------------- | -------------------------- | -------------------------- |
| م                          | عداء                       | مرتبة                      |
| 141                        | Stefan Verhoeff ‏           | 14                         |
| 142                        | Jarri Stravers‏             | لم يكمل السباق             |
| 144                        | Jeen de Jong ‏              | 114                        |
| 145                        | Sjors Handgraaf‏            | لم يكمل السباق             |
| 146                        | Lars Quaedvlieg ‏           | لم يكمل السباق             |

| VC Rouen 76 ‏ ___ | VC Rouen 76 ‏ ___ | VC Rouen 76 ‏ ___ |
| ---------------- | ---------------- | ---------------- |
| م                | عداء             | مرتبة            |
| 157              | Kévin Le Cunff ‏  | 38               |

| Elite Fondations Cycling Team‏ ___ | Elite Fondations Cycling Team‏ ___ | Elite Fondations Cycling Team‏ ___ |
| --------------------------------- | --------------------------------- | --------------------------------- |
| م                                 | عداء                              | مرتبة                             |
| 162                               | Antoine Aebi‏                      | 3                                 |
| 163                               | Noah Bögli ‏                       | لم يكمل السباق                    |

| Club Cycliste d'Étupes ‏ ___ | Club Cycliste d'Étupes ‏ ___ | Club Cycliste d'Étupes ‏ ___ |
| --------------------------- | --------------------------- | --------------------------- |
| م                           | عداء                        | مرتبة                       |
| 175                         | Edvin Lovidius ‏             | 73                          |

| Urbano-Vulsteke Cycling Team‏ ___ | Urbano-Vulsteke Cycling Team‏ ___ | Urbano-Vulsteke Cycling Team‏ ___ |
| -------------------------------- | -------------------------------- | -------------------------------- |
| م                                | عداء                             | مرتبة                            |
| 182                              | Len De Pauw‏                      | 18                               |
| 184                              | Jasper Kaesemans‏                 | 106                              |

| Gaverzicht-BE Okay-Van Mossel ‏ ___ | Gaverzicht-BE Okay-Van Mossel ‏ ___ | Gaverzicht-BE Okay-Van Mossel ‏ ___ |
| ---------------------------------- | ---------------------------------- | ---------------------------------- |
| م                                  | عداء                               | مرتبة                              |
| 191                                | Brem Deman ‏                        | 36                                 |
| 197                                | Xander Catteeuw‏                    | 111                                |

| SCO Dijon ‏ SCD | SCO Dijon ‏ SCD  | SCO Dijon ‏ SCD |
| -------------- | --------------- | -------------- |
| م              | عداء            | مرتبة          |
| 204            | Alfred George ‏  | 35             |
| 205            | Gari Lagnet‏     | 7              |
| 206            | FRA             | 34             |
| 207            | Thomas Morichon‏ | 20             |

| Paris Cycliste Olympique‏ ___ | Paris Cycliste Olympique‏ ___ | Paris Cycliste Olympique‏ ___ |
| ---------------------------- | ---------------------------- | ---------------------------- |
| م                            | عداء                         | مرتبة                        |
| 225                          | Dany Maffeïs ‏                | لم يكمل السباق               |

| Visma–Lease a Bike Development ‏ VLD | Visma–Lease a Bike Development ‏ VLD | Visma–Lease a Bike Development ‏ VLD |
| ----------------------------------- | ----------------------------------- | ----------------------------------- |
| م                                   | عداء                                | مرتبة                               |
| 1                                   | Sjors Lugthart ‏                     | 92                                  |
| 2                                   | Colby Simmons ‏                      | لم يكمل السباق                      |
| 3                                   | Dario Igor Belletta ‏                | 26                                  |
| 4                                   | Morten Nørtoft ‏                     | 28                                  |
| 6                                   | Jesse Kramer ‏                       | 13                                  |

| Soudal–Quick-Step Devo Team ‏ SQD | Soudal–Quick-Step Devo Team ‏ SQD | Soudal–Quick-Step Devo Team ‏ SQD |
| -------------------------------- | -------------------------------- | -------------------------------- |
| م                                | عداء                             | مرتبة                            |
| 11                               | Jelle Harteel‏                    | 42                               |
| 12                               | Senne Hulsmans ‏                  | 86                               |
| 13                               | Andrea Raccagni ‏                 | 83                               |
| 14                               | Renato Favero ‏                   | 61                               |
| 15                               | Bogdan Zabelinskiy‏               | 21                               |
| 16                               | Lars Vanden Heede ‏               | 5                                |
| 17                               | Niels Driesen‏                    | 100                              |

| Groupama–FDJ Continental Team ‏ CGF | Groupama–FDJ Continental Team ‏ CGF | Groupama–FDJ Continental Team ‏ CGF |
| ---------------------------------- | ---------------------------------- | ---------------------------------- |
| م                                  | عداء                               | مرتبة                              |
| 21                                 | Ben Askey ‏                         | 116                                |
| 22                                 | Lewis Bower ‏                       | 45                                 |
| 23                                 | Ronan Augé ‏                        | 81                                 |
| 24                                 | Titouan Fontaine ‏                  | لم يكمل السباق                     |
| 25                                 | Thibaud Gruel ‏                     | 58                                 |
| 26                                 | Noah Hobbs ‏                        | 6                                  |
| 27                                 | Matt Walls ‏                        | 77                                 |

| Lotto–Dstny Development Team ‏ LDD | Lotto–Dstny Development Team ‏ LDD | Lotto–Dstny Development Team ‏ LDD |
| --------------------------------- | --------------------------------- | --------------------------------- |
| م                                 | عداء                              | مرتبة                             |
| 32                                | Axel De Lie ‏                      | 67                                |
| 33                                | Steffen De Schuyteneer ‏           | 2                                 |
| 34                                | Matys Grisel ‏                     | لم يكمل السباق                    |
| 35                                | Robin Orins ‏                      | 22                                |

| Van Rysel–Roubaix ‏ VRR | Van Rysel–Roubaix ‏ VRR | Van Rysel–Roubaix ‏ VRR |
| ---------------------- | ---------------------- | ---------------------- |
| م                      | عداء                   | مرتبة                  |
| 41                     | Kévin Avoine ‏          | 47                     |
| 42                     | Rait Ärm ‏              | 19                     |
| 43                     | Jérémy Leveau ‏         | 62                     |
| 44                     | Maxime Jarnet ‏         | 32                     |
| 45                     | ايمانويل مورين         | 1                      |
| 47                     | Célestin Guillon ‏      | 93                     |

| إتش بي بي تي بي – أوبير 93 ‏ AUB | إتش بي بي تي بي – أوبير 93 ‏ AUB | إتش بي بي تي بي – أوبير 93 ‏ AUB |
| ------------------------------- | ------------------------------- | ------------------------------- |
| م                               | عداء                            | مرتبة                           |
| 51                              | Théo Delacroix ‏                 | 4                               |
| 52                              | Lucas Beneteau ‏                 | 37                              |
| 53                              | Nicolas Breuillard ‏             | 66                              |
| 54                              | Dillon Corkery ‏                 | لم يكمل السباق                  |
| 55                              | Joris Delbove ‏                  | 63                              |
| 57                              | Morné van Niekerk ‏              | 65                              |

| فريق تطوير أونو إكس دير ‏ UXD | فريق تطوير أونو إكس دير ‏ UXD | فريق تطوير أونو إكس دير ‏ UXD |
| ---------------------------- | ---------------------------- | ---------------------------- |
| م                            | عداء                         | مرتبة                        |
| 61                           | Halvor Dolven ‏               | 79                           |
| 62                           | Martin Solhaug Hansen ‏       | 113                          |
| 63                           | Daniel Årnes ‏                | 50                           |
| 64                           | Erik Madsen ‏                 | 68                           |
| 65                           | Truls Nordhagen ‏             | لم يكمل السباق               |
| 66                           | Henrik Pedersen (cyclist) ‏   | 11                           |
| 67                           | Mads Landbo ‏                 | 96                           |

| Wanty–ReUz–Technord ‏ WRT | Wanty–ReUz–Technord ‏ WRT | Wanty–ReUz–Technord ‏ WRT |
| ------------------------ | ------------------------ | ------------------------ |
| م                        | عداء                     | مرتبة                    |
| 71                       | Alessio Delle Vedove ‏    | 27                       |
| 72                       | ERI                      | 88                       |
| 73                       | Simone Gualdi ‏           | 59                       |
| 74                       | Victor Hannes‏            | 48                       |
| 75                       | Zeno Moonen‏              | 8                        |
| 76                       | Sacha Prestianni‏         | 102                      |
| 77                       | Wouter Toussaint ‏        | 55                       |

| CIC U Nantes Atlantique ‏ UCN | CIC U Nantes Atlantique ‏ UCN | CIC U Nantes Atlantique ‏ UCN |
| ---------------------------- | ---------------------------- | ---------------------------- |
| م                            | عداء                         | مرتبة                        |
| 81                           | Pierre-Henry Basset ‏         | 60                           |
| 82                           | Enzo Boulet ‏                 | 16                           |
| 83                           | Enzo Briand ‏                 | 54                           |
| 84                           | Maël Guégan ‏                 | لم يبدأ                      |
| 85                           | Antoine Hue ‏                 | 72                           |
| 86                           | Matisse Julien ‏              | 94                           |
| 87                           | Jon Rye-Johnsen ‏             | 9                            |

| Bingoal WB Devo Team ‏ BWD | Bingoal WB Devo Team ‏ BWD | Bingoal WB Devo Team ‏ BWD |
| ------------------------- | ------------------------- | ------------------------- |
| م                         | عداء                      | مرتبة                     |
| 91                        | Sébastien van Poppel‏      | 103                       |
| 92                        | Thibaut Bernard ‏          | 117                       |
| 93                        | Milan Lanhove ‏            | 104                       |
| 94                        | Joes Oosterlinck‏          | 10                        |
| 95                        | Gaëtan Verleyen‏           | 31                        |
| 96                        | BEL                       | لم يكمل السباق            |
| 97                        | Alexander Salby ‏          | 30                        |

| Arkéa–B&B Hôtels Continentale ‏ ___ | Arkéa–B&B Hôtels Continentale ‏ ___ | Arkéa–B&B Hôtels Continentale ‏ ___ |
| ---------------------------------- | ---------------------------------- | ---------------------------------- |
| م                                  | عداء                               | مرتبة                              |
| 101                                | Hugh Harvey‏                        | 71                                 |
| 102                                | Louis Rouland ‏                     | 95                                 |
| 103                                | Nicolas Milesi ‏                    | 51                                 |
| 104                                | Giosuè Epis ‏                       | 115                                |
| 105                                | Jean-Loup Fayolle ‏                 | 80                                 |
| 106                                | Hubert Grygowski‏                   | 75                                 |
| 107                                | Léandre Lozouet ‏                   | 15                                 |

| Philippe Wagner–Bazin ‏ PWB | Philippe Wagner–Bazin ‏ PWB | Philippe Wagner–Bazin ‏ PWB |
| -------------------------- | -------------------------- | -------------------------- |
| م                          | عداء                       | مرتبة                      |
| 111                        | Theo Bonnet‏                | 108                        |
| 112                        | Tristan Scherpenbergh‏      | 98                         |
| 113                        | Enrico Dhaeye‏              | 25                         |
| 114                        | Alexandre Kess ‏            | 91                         |
| 115                        | Gwen Leclainche ‏           | 53                         |
| 116                        | Thibaut Ponsaerts‏          | لم يكمل السباق             |

| بايك أيد ‏ BAI | بايك أيد ‏ BAI   | بايك أيد ‏ BAI  |
| ------------- | --------------- | -------------- |
| م             | عداء            | مرتبة          |
| 131           | Léo Bouvier ‏    | لم يكمل السباق |
| 132           | Máté Balázs‏     | لم يكمل السباق |
| 133           | Vinzent Dorn ‏   | 39             |
| 134           | Jonas Beck‏      | 105            |
| 135           | Philip Meiser‏   | لم يكمل السباق |
| 136           | Anton Schiffer‏  | 82             |
| 137           | Antoine Berlin ‏ | 46             |

| Universe Cycling Team ‏ UNI | Universe Cycling Team ‏ UNI | Universe Cycling Team ‏ UNI |
| -------------------------- | -------------------------- | -------------------------- |
| م                          | عداء                       | مرتبة                      |
| 141                        | Stefan Verhoeff ‏           | 14                         |
| 142                        | Jarri Stravers‏             | لم يكمل السباق             |
| 144                        | Jeen de Jong ‏              | 114                        |
| 145                        | Sjors Handgraaf‏            | لم يكمل السباق             |
| 146                        | Lars Quaedvlieg ‏           | لم يكمل السباق             |

| VC Rouen 76 ‏ ___ | VC Rouen 76 ‏ ___ | VC Rouen 76 ‏ ___ |
| ---------------- | ---------------- | ---------------- |
| م                | عداء             | مرتبة            |
| 157              | Kévin Le Cunff ‏  | 38               |

| Elite Fondations Cycling Team‏ ___ | Elite Fondations Cycling Team‏ ___ | Elite Fondations Cycling Team‏ ___ |
| --------------------------------- | --------------------------------- | --------------------------------- |
| م                                 | عداء                              | مرتبة                             |
| 162                               | Antoine Aebi‏                      | 3                                 |
| 163                               | Noah Bögli ‏                       | لم يكمل السباق                    |

| Club Cycliste d'Étupes ‏ ___ | Club Cycliste d'Étupes ‏ ___ | Club Cycliste d'Étupes ‏ ___ |
| --------------------------- | --------------------------- | --------------------------- |
| م                           | عداء                        | مرتبة                       |
| 175                         | Edvin Lovidius ‏             | 73                          |

| Urbano-Vulsteke Cycling Team‏ ___ | Urbano-Vulsteke Cycling Team‏ ___ | Urbano-Vulsteke Cycling Team‏ ___ |
| -------------------------------- | -------------------------------- | -------------------------------- |
| م                                | عداء                             | مرتبة                            |
| 182                              | Len De Pauw‏                      | 18                               |
| 184                              | Jasper Kaesemans‏                 | 106                              |

| Gaverzicht-BE Okay-Van Mossel ‏ ___ | Gaverzicht-BE Okay-Van Mossel ‏ ___ | Gaverzicht-BE Okay-Van Mossel ‏ ___ |
| ---------------------------------- | ---------------------------------- | ---------------------------------- |
| م                                  | عداء                               | مرتبة                              |
| 191                                | Brem Deman ‏                        | 36                                 |
| 197                                | Xander Catteeuw‏                    | 111                                |

| SCO Dijon ‏ SCD | SCO Dijon ‏ SCD  | SCO Dijon ‏ SCD |
| -------------- | --------------- | -------------- |
| م              | عداء            | مرتبة          |
| 204            | Alfred George ‏  | 35             |
| 205            | Gari Lagnet‏     | 7              |
| 206            | FRA             | 34             |
| 207            | Thomas Morichon‏ | 20             |

| Paris Cycliste Olympique‏ ___ | Paris Cycliste Olympique‏ ___ | Paris Cycliste Olympique‏ ___ |
| ---------------------------- | ---------------------------- | ---------------------------- |
| م                            | عداء                         | مرتبة                        |
| 225                          | Dany Maffeïs ‏                | لم يكمل السباق               |

## التصنيف العام النهائي
| التصنيف العام         | التصنيف العام           | التصنيف العام                  | التصنيف العام | التصنيف العام |
| العداء                | العداء                  | الفريق                         | الوقت         |               |
| --------------------- | ----------------------- | ------------------------------ | ------------- | ------------- |
| 1                     | ايمانويل مورين          | Van Rysel–Roubaix ‏             | 4 س 28 د 38 ث |               |
| 2                     | Steffen De Schuyteneer ‏ | Lotto–Dstny Development Team ‏  | + 0 ث         |               |
| 3                     | Antoine Aebi‏            | Elite Fondations Cycling Team‏  | + 0 ث         |               |
| 4                     | Théo Delacroix ‏         | إتش بي بي تي بي – أوبير 93 ‏    | + 0 ث         |               |
| 5                     | Lars Vanden Heede ‏      | Soudal–Quick-Step Devo Team ‏   | + 13 ث        |               |
| 6                     | Noah Hobbs ‏             | Groupama–FDJ Continental Team ‏ | + 13 ث        |               |
| 7                     | Gari Lagnet‏             | SCO Dijon ‏                     | + 13 ث        |               |
| 8                     | Zeno Moonen‏             | Wanty–ReUz–Technord ‏           | + 13 ث        |               |
| 9                     | Jon Rye-Johnsen ‏        | CIC U Nantes Atlantique ‏       | + 13 ث        |               |
| 10                    | Joes Oosterlinck‏        | Bingoal WB Devo Team ‏          | + 13 ث        |               |
|                       |                         |                                |               |               |
| مصدر: ProCyclingStats |                         |                                |               |               |

## وصلات خارجية
- لمحة عن سباق سباق جائزة ليليرس الكبرى 2024 على موقع  ProCyclingStats   (برو  سايكلنج  ستاتس) - إحصاءات  محترفي  الدراجات.
- سباق جائزة ليليرس الكبرى 2024 على موقع إحصائيات الدراجات الإحترافية (الإنجليزية)